# Ptecticus nigropygialis
Ptecticus nigropygialis är en tvåvingeart som beskrevs av Lindner 1931. Ptecticus nigropygialis ingår i släktet Ptecticus och familjen vapenflugor. Inga underarter finns listade i Catalogue of Life.